# Schaduwtol
Schaduwtol of virtuele tol is een bekostigingssysteem voor wegenaanleg. De tolwegexploitant zorgt voor de financiering (en bouw) van de weg, tunnel of brug. De overheid betaalt de exploitant over een lange periode terug door een betaling per voertuigpassage.
Schaduwtol wordt gezien als een oplossing voor de aanleg van dringend noodzakelijke, maar kostbare infrastructuur waarvoor de overheid op dat moment geen geld heeft.

## Voorbeelden
- A602 bij Luik, België
- A8 tussen Gellingen en Hacquegnies, België
- Wijkertunnel (A9), Nederland
- Noordtunnel (A15), Nederland
- Een tiental wegen in het Verenigd Koninkrijk
- Enkele wegen in de autonome regio Madrid, Spanje
- Snelweg Järvenpää-Lahti (VT4/E75), Finland
- Tot 2025 op verschillende snelwegen in Portugal (SCUT)[1]